# Otto Giese
Otto Giese (* 3. Dezember 1855 in Rostock; † 30. Dezember 1904 in Altona) war ein deutscher Politiker und Rechtsanwalt.

## Leben
Otto Giese wurde 1855 geboren als Sohn des Juristen und späteren Ersten Bürgermeisters von Rostock, Wilhelm Giese und dessen Frau Franziska, geb. Schlie. Giese studierte, nachdem er Michaelis 1875 das Abitur an der Großen Stadtschule Rostock bestanden hatte, Rechtswissenschaften an der Universität Rostock. Er war als Rechtsanwalt in Rostock tätig. Von 1891 bis 1904 war Giese als Nachfolger von Franz Adickes Oberbürgermeister von Altona. Im gleichen Zeitraum saß er im Preußischen Herrenhaus.
Sein älterer Bruder war Adolf Giese (1852–1923), ebenfalls Jurist und Oberkirchenratspräsident in Schwerin.